# Luciano Floridi
Luciano Floridi (* 16. listopadu 1964 Řím) je italský filozof a logik. Vyučuje na Oxfordské univerzitě. Zakladatel filozofie informace (PI).

## Dílo
- Augmented Intelligence — A Guide to IT for Philosophers. Roma: Armando, 1996.
- Scepticism and the Foundation of Epistemology - A Study in the Metalogical Fallacies. Leiden: Brill, 1996.
- Internet - An Epistemological Essay. Milano: Il Saggiatore, 1997.
- Philosophy and Computing: An Introduction. London/New York: Routledge, 1999.
- Sextus Empiricus, The Recovery and Transmission of Pyrrhonism. Oxford: Oxford University Press, 2002.
- The Blackwell Guide to the Philosophy of Computing and Information. Oxford: Blackwell, 2003.